# 82 (عدد)
82 (اثنان وثمانون) هو عدد طبيعي يلي العدد 81 ويسبق العدد 83.